# 女陰陽師シリーズ
女陰陽師シリーズ（おんなおんみょうじシリーズ）は、ENGELが製作したオリジナルビデオの総称。以下の5作品はDVD『女陰陽師 MAX 運命と闘う乙女たち』に収録されている。R-15作品。
シリーズは大ヒットし、第5弾の『女陰陽師 邪淫覚醒』ではアキバ系アイドルの範田紗々、セクシーアイドルの宝月ひかるが出演した。

## シリーズ作品
- 『女陰陽師 淫鬼降臨』
- 『女陰陽師 精妃封印』
- 『女陰陽師 淫魔受胎』
- 『女陰陽師 陰魔侵蝕』
- 『女陰陽師 邪淫覚醒』

## 出演
- 三浦智佳[1]
- ここのえしの[1]
- 久保亜沙香[1]
- 小明[1]
- 河本タダオ[3]
- きこうでんみさ[3]
- 末廣透[3]
- 松本みな[3]
- 荒井まどか[3]
- 範田紗々[4]
- 宝月ひかる[4]
- 中野剛[4]
- 吉藤健太郎[4]
- 渡辺シヴオ[4]
- 辻雄介[4]
- 永友イサム[4]
- 宮田真[4]